# Lyngbyvejskvarteret
 Der er for få eller ingen kildehenvisninger i denne artikel, hvilket er et problem. Du kan hjælpe ved at angive troværdige kilder til de påstande, som fremføres i artiklen.

Lyngbyvejskvarteret er et beboelsesområde på Ydre Østerbro i København, der blev opført fra 1906 til 1929 af Arbejdernes Byggeforening.
Kvarteret består af 323 byggeforeningshuse med høj bevaringsværdi (klasse 3).

## Bebyggelsen
Kvarteret blev opført i en nationalromantisk stil fra 1906 til 1929 af Arbejdernes Byggeforening ved foreningens arkitekter Christen Larsen og Frederik Bøttger. Bebyggelsen omfatter 323 bevaringsværdige ejendomme. Opførelsen af husene foregik i 14 etaper - fra de første ejendomme på lyngbyvej til de sidste på Studsgaardsgade og Haraldsgade. 
Bebyggelsen fungerer som en tæt-lav bebyggelse, der indbyder til fællesskab på flere niveauer lige fra den intime samtale med naboen over stakittet til fælles arrangementer for alle beboere. Oprindeligt var alle huse udlejningsejendomme med én lejlighed pr. etage, men i vore dage har mange af husene fået anden status og er blevet til enfamilies- eller tofamilieshuse. Andre er blevet opdelt i andelsboliger, ejerlejligheder eller ideelle anparter.
Arkitektonisk fremstår husene med et særdeles homogent og oprindeligt ydre og med mange bygningsmæssige kvaliteter. Kvarteret er da også af Københavns Kommune blevet klassificeret som bevaringsværdigt. Bebyggelsen blev opført som rækkehuse, hvilket har været meget fremsynet, idet denne attraktive boligform først blev almindelig mange år senere. Det er karakteristisk for bebyggelsen, at der trods dens ensartede helhedspræg findes en rigdom af variationer i detaljerne på husfacaderne. Detaljer som man først opdager lidt efter lidt, og som man stadig finder nye eksempler på.
Husene blev opført da Lyngbyvej stadig var landevej og betydeligt smallere, end den er i dag. Dette betød også at der dengang der var plads til forhaver langs Lyngbyvejen. Ved udvidelsen af Lyngbyvejen blev disse eksproprieret og nedlagt, og hjørnehusene ved Lyngbyvejen blev gjort smallere, så de kom til at flugte med de øvrige facader.

## Om gadernes navne
- F.F. Ulriks Gade - Læge Frederik Ferdinand Ulrik (1818–1917) var distrikts- og kommunelæge på Christianshavn og stærkt engageret i sociale forhold og den hygiejniske reformbevægelse. Hans interesse for de engelske kooperative arbejderforeninger medførte, at han blev drivkraften bag oprettelsen af sparekasser, folkebiblioteker, folkehøjskoler, brugsforeninger og Arbejdernes Byggeforening, som har stået for opførelsen af Lyngbyvejskvarteret.

- Studsgaardsgade - Læge Carl Ludvig Studsgaard (1830–1899) var distrikts- og kommunelæge i København. Fra 1875 var han overkirurg ved Kommunehospitalet, hvor han nævnes blandt tidens ypperste kirurger.

- Rudolph Berghs Gade - Læge og zoolog Rudolph Bergh (1824–1909) var overlæge ved Vestre Hospital (senere Rudolph Berghs Hospital) med speciale i kønssygdomme. Han skal have haft et for sin tid usædvanligt humant syn på de indlagte prostituerede.

- Valdemar Holmers Gade - Læge Valdemar Holmer (1833–1884) var professor og overkirurg ved Kommunehospitalet. Han var medorganisator af Dansk Røde Kors.

- Engelstedsgade - Læge Sophus M. Engelsted (1823–1914) var læge ved Almindelig Hospital. Han blev senere den store foregangsmand for tuberkulosens bekæmpelse i Danmark og var med til at oprette Kysthospitalet på Refsnæs.

- H.P. Ørums Gade - Læge H.P. Ørum (1847–1904) var læge ved invalideforsorgen. Han var med til at oprette lægevagten og oprettede Boserup Sanatorium for tuberkuloseramte.

- Lyngbyvej - Del af den gamle kongevej til Hillerød. Den blev åbnet for almindelig trafik i slutningen af 1700–tallet mod betaling af bompenge til vedligeholdelsen.

- Haraldsgade - Har navn efter kong Harald Blåtand ( – 985).

- Borthigsgade - Kammersekretær Christian F.N. Borthig (1822–1905) var den grundejer, der solgte grundene til Arbejdernes Byggeforening.

## Arbejdernes Byggeforening
Baggrunden for oprettelsen af Arbejdernes Byggeforening var de mange dårlige, fattige og usunde boligkvarterer, der i første halvdel af 1800-tallet opstod grundet det industrielle gennembrud. Dette gjaldt også København, der fra omkring 1840 havde en meget stor befolkningstilvækst, som der skulle skaffes plads til indenfor voldene. Ved koleraepidemien 1852 blev der sat fokus på de dårlige boligforhold, hvilket bl.a. førte til opførelsen af Lægeforeningens boliger på Østerfælled (Brumleby).
I 1865 holdt den socialt engagerede læge F.F. Ulrik et foredrag i Arbejderforeningen af 1860, hvor han fortalte om de engelske arbejderforeningers virke og betydning bl.a. indenfor den da etablerede engelske byggeforeningsbevægelse. Dette foredrag vakte så stor interesse hos arbejderne, at det blev trykt og slået op på Burmeister & Wains værksteder dagen efter, og der blev taget initiativ til afholdelse af et nyt møde i november 1865. Det sluttede med, at Arbejdernes Byggeforening blev stiftet. Det var landets første byggeforening.

## Ekstern henvisning
- Hjemmeside for Husejerforeningen i Lyngbyvejskvarteret

55°42′39.33″N 12°33′32.33″Ø / 55.7109250°N 12.5589806°Ø